# 1千年紀
1千年紀（いっせんねんき）は、西暦紀元による1番目の千年紀（ミレニアム）である。西暦1年から西暦1000年（1世紀から10世紀）に当たる。

## できごと
- 古代オリンピック（393年まで）

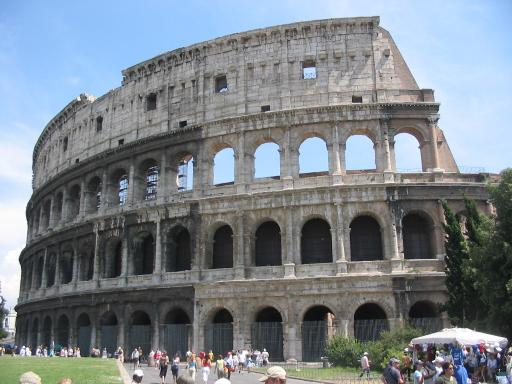
コロッセオ　ローマ帝政期に造られた円形闘技場（紀元80年完成）

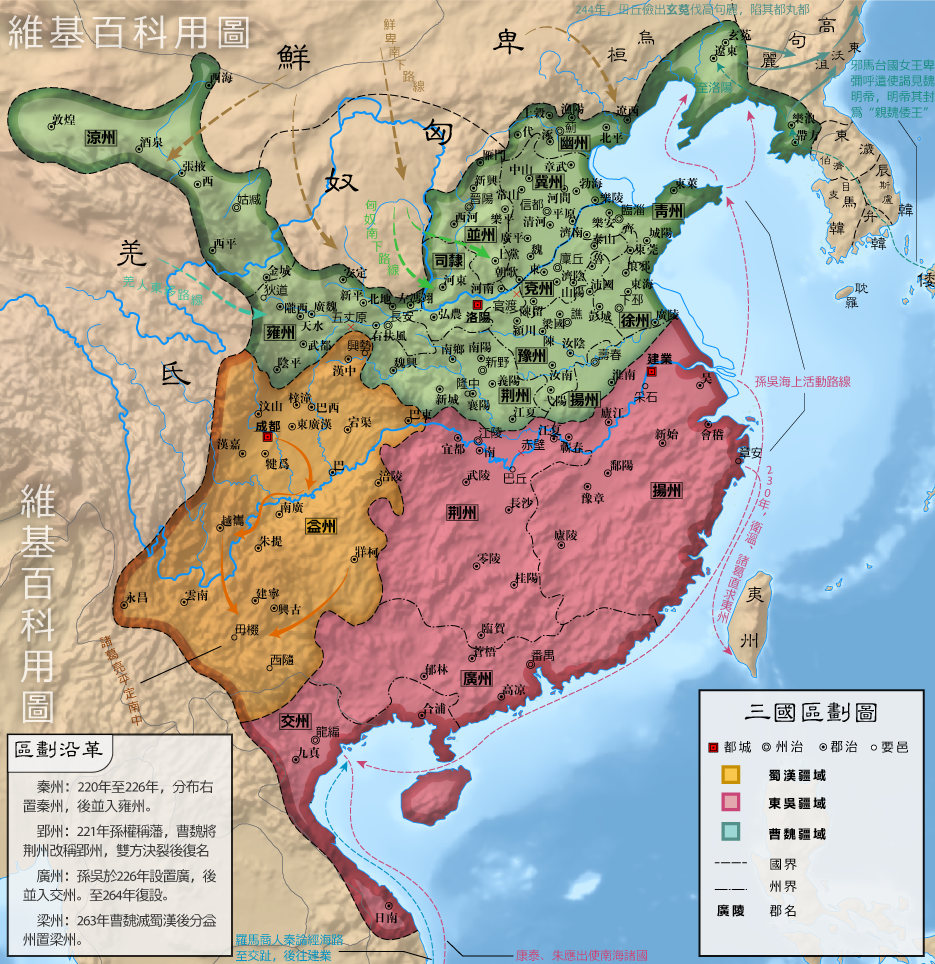
三国時代　三国志演義の舞台としても有名

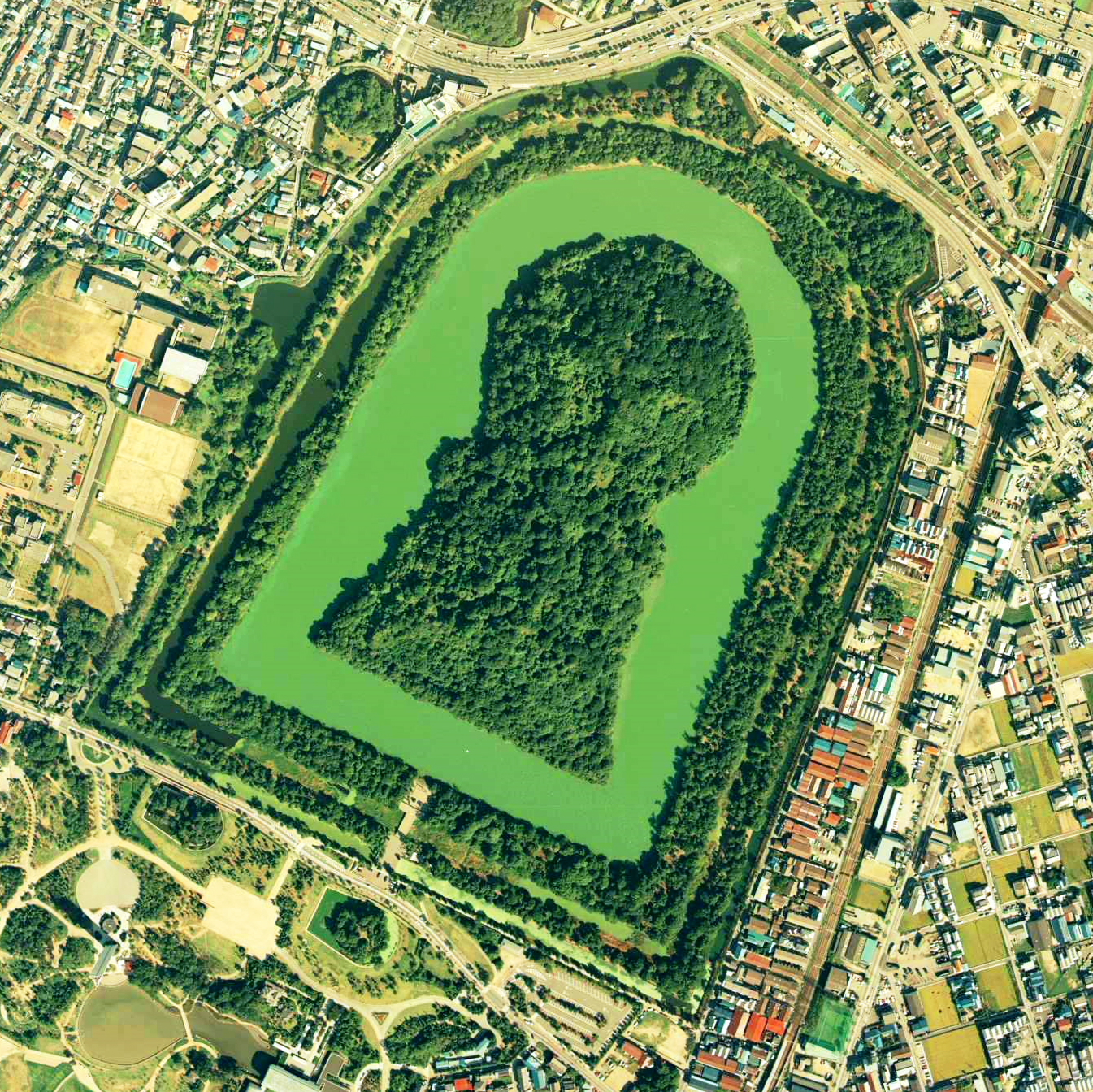
日本の古墳　5世紀頃に築造された大仙古墳、全長は486メートル

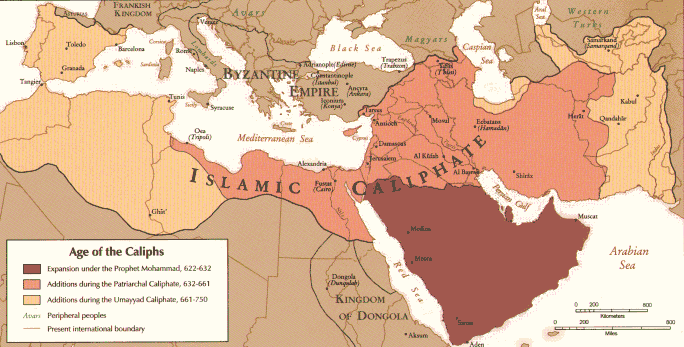
イスラム帝国　8世紀初頭には、東はホラーサーン、西はイベリア半島まで勢力を拡大

- 日本の時代区分：弥生時代（3世紀中頃まで）

### 1世紀
- キリスト教成立。
- 中国、後漢王朝（25年 - 220年）。
- 仏教、中国に伝わる。
- 新約聖書が書かれる。
- アンデス文明のナスカ文化（紀元前後 - 800年頃）。

### 2世紀
- 184年 - 中国で黄巾の乱発生。
- インドのクシャーナ朝でカニシカ王が即位。

### 3世紀
- 中国、三国時代（魏、蜀、呉）。
- ペルシア、サーサーン朝（226年 - 651年）。
- 仏教、セイロン島に伝わる。
- 中国『魏志倭人伝』に邪馬台国が登場。
- 日本の時代区分：古墳時代（3世紀中頃 - 7世紀末）

### 4世紀
- インド、グプタ朝（320年頃 - 550年頃）。
- ヒンドゥー教成立（以後、仏教はインドで衰退に向かう）。
- ゲルマン民族の大移動（ - 5世紀）。
- 395年 - ローマ帝国の東西分裂。
  - 西ローマ帝国（ - 476年）
  - 東ローマ帝国（ - 1453年）

### 5世紀
- 西ヨーロッパ、フランク王国成立（ - 9世紀頃、ゲルマン系の王国）。
- 中国、南北朝時代（北朝：北魏/南朝：宋、斉、梁、陳）。

### 6世紀
- サーサーン朝ペルシャ帝国が最盛期を迎える（ゾロアスター教が体系化される）。
- 中国、隋王朝（581年 - 618年） - およそ300年ぶりの統一王朝。
- 「倭」に代わって「日本」国号が使われ始める。
- 日本の時代区分：飛鳥時代（592年 - 710年）

### 7世紀
- イスラム教成立。
  - 622年 - ムハンマドがマッカからマディーナへ聖遷（ヒジュラ暦元年）。
  - 650年頃 - クルアーン文書化（ムスハフ）。
- 中国、唐王朝（618年 - 907年）。

### 8世紀
- イスラム帝国の拡大。
  - 711年 - ウマイヤ朝、西ゴート王国を滅ぼしイベリア半島まで拡大。
  - 732年 - トゥール・ポワティエ間の戦い、イベリア半島より北征は阻止される。
  - 750年 - イスラム帝国の第二世襲王朝、アッバース朝成立（ - 1258年）。
  - 751年 - タラス河畔の戦い、唐に勝利し中央アジアへ拡大。
- 日本の時代区分：奈良時代（710年 - 794年）/平安時代（794年 - 1185年）

### 9世紀
- カンボジア、アンコール王朝（802年 - 1431年）。
- キリル文字の発明、スラヴ人のキリスト教化。

### 10世紀
- 中世の温暖期が始まる。
- 929年 - イスラム世界、東西カリフの分立（アッバース朝と後ウマイヤ朝）。
- 962年 - 西ヨーロッパ、神聖ローマ帝国成立（ - 1806年）。
- 中国、五代十国時代（907年 - 960年）/宋王朝（北宋：960年 - 1127年）。

## 重要な人物
- アウグストゥス（紀元前63年 - 14年） -- ローマの皇帝
- イエス・キリスト（紀元前4年ごろ - 29年ごろ） -- キリスト教の中心人物
- プルタルコス -- ギリシャの歴史家
- パウロ -- 初期キリスト教の理論家
- 卑弥呼 -- 邪馬台国女王
- 蔡倫 -- 中国の紙の発明者
- 張衡 -- 中国の天文学者、数学者、詩人
- クラウディオス・プトレマイオス -- ギリシャの天文学者、数学者
- コンスタンティヌス1世 -- ローマの皇帝
- 無著 -- 大乗仏教の学者
- アッティラ -- フン族の王
- 煬帝 -- 隋の皇帝
- ムハンマド（570年ごろ - 632年） -- イスラム教の創始者
- 玄宗 -- 唐の皇帝
- カール大帝 -- フランク王国国王、西ローマ帝国皇帝
- フワーリズミー -- ペルシャの数学者

## 発明・発見
- 中国における紙の発明
- 中東における代数学の発展
- インドにおける鉄鉱石の使用
- 蹄鉄、あぶみなどの乗馬技術の改良
- ビールに初めてホップが加えられる
- 天動説
- チェス
- 方位磁針